# CNT-FTE
La Fédération des travailleurs de l'éducation est une fédération syndicale enseignante affiliée à la  Confédération nationale du travail. Elle syndique l'ensemble du personnel de l'éducation au sein des Syndicats CNT-FTE, enseignants, personnels technique et administratif ainsi que les étudiants, les chercheurs et les salariés de l'Université dans la section supérieur-recherche. La fédération publiait la revue trimestrielle N'Autre école jusqu'en 2015, où le comité de rédaction s'est autonomisé de la fédération. Elle publie désormais une autre revue trimestrielle appelée La Mauvaise Herbe ainsi qu'un bulletin d'actualité Classe en Lutte.